# Tour du Portugal 2015

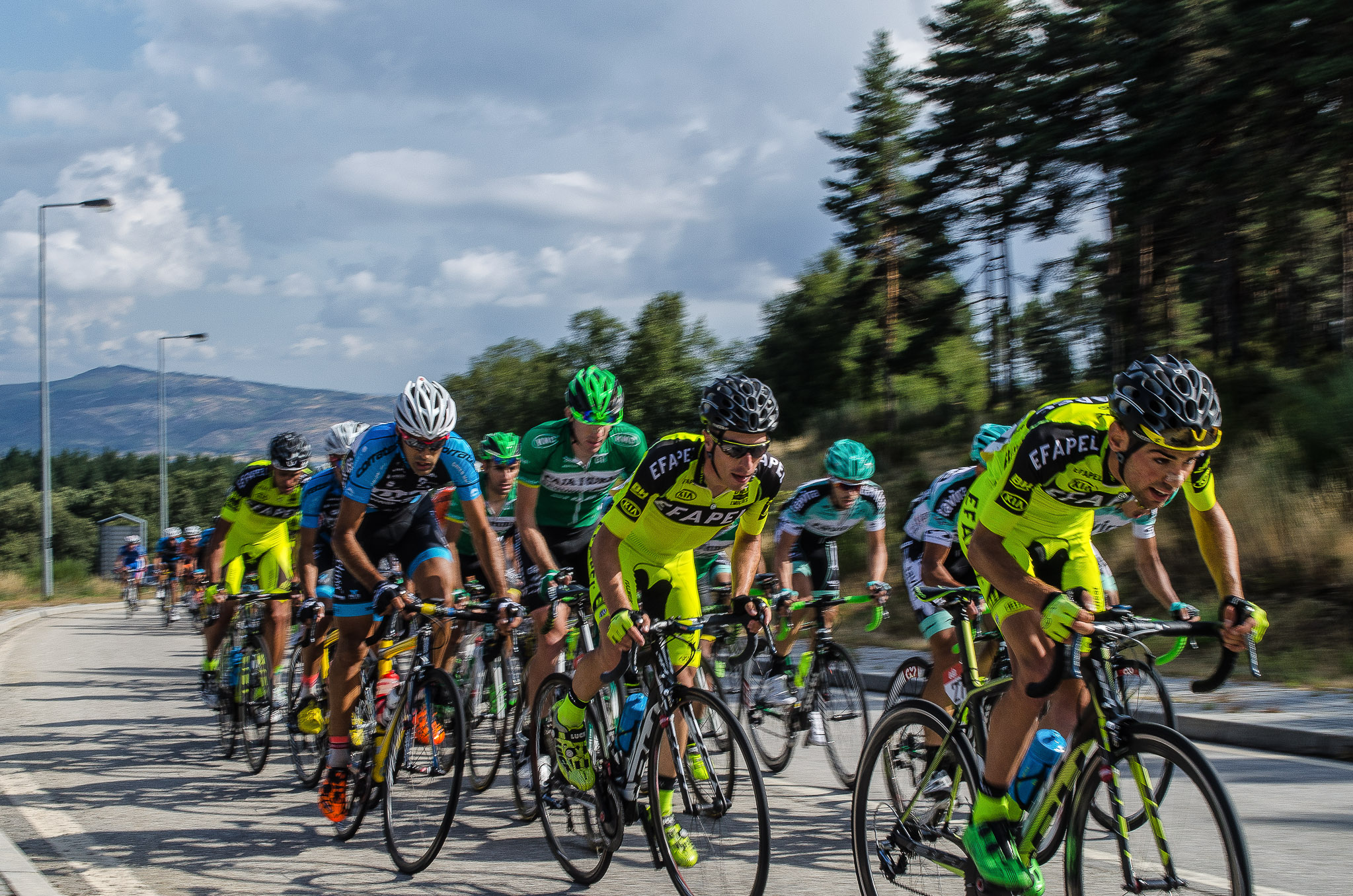

La 77e édition du Tour du Portugal a eu lieu du 29 juillet au 9 août 2015. La course fait partie du calendrier UCI Europe Tour 2015 en catégorie 2.1.
Elle a été remportée par l'Espagnol Gustavo César Veloso (W52-Quinta da Lixa), vainqueur des sixième et neuvième étapes, qui s'impose respectivement de deux minutes et douze secondes et de deux minutes et 19 secondes devant les deux coureurs de l'équipe Efapel à savoir le Portugais Joni Brandão et un autre Espagnol Alejandro Marque.
César Veloso s'adjuge également le classement par points et celui du combiné tandis que le Portugais Bruno Silva (LA Alumínios-Antarte) gagne celui de la montagne. Le Russe Alexey Rybalkin (Lokosphinx) termine meilleur jeune, Brandão meilleur coureur portugais et la formation portugaise W52-Quinta da Lixa meilleure équipe.

## Présentation

### Équipes
Classé en catégorie 2.1 de l'UCI Europe Tour, le Tour du Portugal Tour est par conséquent ouvert aux WorldTeams dans la limite de 50 % des équipes participantes, aux équipes continentales professionnelles, aux équipes continentales et aux équipes nationales.
Seize équipes participent à ce Tour du Portugal - une équipe continentale professionnelle et quinze équipes continentales :
| Équipe continentale professionnelle | Équipe continentale professionnelle | Équipe continentale professionnelle |
| Nom de l'équipe                     | Pays                                | Code                                |
| ----------------------------------- | ----------------------------------- | ----------------------------------- |
| Caja Rural-Seguros RGA              | Espagne                             | CJR                                 |

| Équipes continentales     | Équipes continentales | Équipes continentales |
| Nom de l'équipe           | Pays                  | Code                  |
| ------------------------- | --------------------- | --------------------- |
| Ecuador                   | Équateur              | ECU                   |
| Efapel                    | Portugal              | EFP                   |
| Idea 2010 ASD             | Italie                | IDE                   |
| ISD Continental           | Ukraine               | ISD                   |
| Join-S-De Rijke           | Pays-Bas              | RIJ                   |
| Kuota-Lotto               | Allemagne             | TKG                   |
| LA Alumínios-Antarte      | Portugal              | LAA                   |
| Lokosphinx                | Russie                | LOK                   |
| Louletano-Ray Just Energy | Portugal              | LRJ                   |
| Parkhotel Valkenburg      | Pays-Bas              | PVC                   |
| Rádio Popular-Boavista    | Portugal              | RPB                   |
| Stuttgart                 | Allemagne             | SGT                   |
| Tavira                    | Portugal              | TAV                   |
| Verandas Willems          | Belgique              | WIL                   |
| W52-Quinta da Lixa        | Portugal              | W52                   |

## Étapes
| Étape     | Date       | Villes étapes                     |                             | Distance (km)    | Vainqueur d’étape        | Leader du classement général |
| --------- | ---------- | --------------------------------- | --------------------------- | ---------------- | ------------------------ | ---------------------------- |
| Prologue  | 29 juillet | Viseu - Viseu                     | Contre-la-montre individuel | 6                | Gaëtan Bille             | Gaëtan Bille                 |
| 1re étape | 30 juillet | Pinhel - Bragance                 | Étape vallonnée             | 196,8            | Vicente García de Mateos | Gaëtan Bille                 |
| 2e étape  | 31 juillet | Macedo de Cavaleiros - Montalegre | Étape de moyenne montagne   | 175,6            | Delio Fernández          | Gustavo César Veloso         |
| 3e étape  | 1er août   | Boticas - Fafe                    | Étape vallonnée             | 172,2            | Davide Viganò            | Gustavo César Veloso         |
| 4e étape  | 2 août     | Alvarenga - Senhora da Graça      | Étape de montagne           | 159,4            | Filipe Cardoso           | Gustavo César Veloso         |
| 5e étape  | 3 août     | Braga - Viana do Castelo          | Étape vallonnée             | 169,4            | José Gonçalves           | Gustavo César Veloso         |
| 6e étape  | 4 août     | Ovar - Oliveira de Azeméis        | Étape vallonnée             | 153,1            | Gustavo César Veloso     | Gustavo César Veloso         |
|           | 5 août     |                                   | Jour de repos               | Journée de repos | Journée de repos         | Journée de repos             |
| 7e étape  | 6 août     | Condeixa-a-Nova - Torre           | Étape de montagne           | 171,3            | Delio Fernández          | Gustavo César Veloso         |
| 8e étape  | 7 août     | Guarda - Castelo Branco           | Étape vallonnée             | 180,2            | Eduard Prades            | Gustavo César Veloso         |
| 9e étape  | 8 août     | Pedrógão Grande - Leiria          | Contre-la-montre individuel | 34,2             | Gustavo César Veloso     | Gustavo César Veloso         |
| 10e étape | 9 août     | Vila Franca de Xira - Lisbonne    | Étape de plaine             | 132,5            | Matteo Malucelli         | Gustavo César Veloso         |

## Déroulement de la course

### Prologue
| Classement de l'étape | Classement de l'étape | Classement de l'étape | Classement de l'étape     | Classement de l'étape |
|                       | Coureur               | Pays                  | Équipe                    | Temps                 |
| --------------------- | --------------------- | --------------------- | ------------------------- | --------------------- |
| 1er                   | Gaëtan Bille          | Belgique              | Verandas Willems          | en 7 min 22 s         |
| 2e                    | Gustavo César Veloso  | Espagne               | W52-Quinta da Lixa        | + 3 s                 |
| 3e                    | Dimitri Claeys        | Belgique              | Verandas Willems          | + 9 s                 |
| 4e                    | Dion Beukeboom        | Pays-Bas              | Parkhotel Valkenburg      | + 13 s                |
| 5e                    | José Gonçalves        | Portugal              | Caja Rural-Seguros RGA    | + 16 s                |
| 6e                    | Coen Vermeltfoort     | Pays-Bas              | Join-S-De Rijke           | + 17 s                |
| 7e                    | Ricardo Vilela        | Portugal              | Caja Rural-Seguros RGA    | + 18 s                |
| 8e                    | Delio Fernández       | Espagne               | W52-Quinta da Lixa        | + 18 s                |
| 9e                    | Eduard Prades         | Espagne               | Caja Rural-Seguros RGA    | + 19 s                |
| 10e                   | Hugo Sabido           | Portugal              | Louletano-Ray Just Energy | + 20 s                |
| modifier              |                       |                       |                           |                       |

| Classement général | Classement général   | Classement général | Classement général        | Classement général |
|                    | Coureur              | Pays               | Équipe                    | Temps              |
| ------------------ | -------------------- | ------------------ | ------------------------- | ------------------ |
| 1er                | Gaëtan Bille         | Belgique           | Verandas Willems          | en 7 min 22 s      |
| 2e                 | Gustavo César Veloso | Espagne            | W52-Quinta da Lixa        | + 3 s              |
| 3e                 | Dimitri Claeys       | Belgique           | Verandas Willems          | + 9 s              |
| 4e                 | Dion Beukeboom       | Pays-Bas           | Parkhotel Valkenburg      | + 13 s             |
| 5e                 | José Gonçalves       | Portugal           | Caja Rural-Seguros RGA    | + 16 s             |
| 6e                 | Coen Vermeltfoort    | Pays-Bas           | Join-S-De Rijke           | + 17 s             |
| 7e                 | Ricardo Vilela       | Portugal           | Caja Rural-Seguros RGA    | + 18 s             |
| 8e                 | Delio Fernández      | Espagne            | W52-Quinta da Lixa        | + 18 s             |
| 9e                 | Eduard Prades        | Espagne            | Caja Rural-Seguros RGA    | + 19 s             |
| 10e                | Hugo Sabido          | Portugal           | Louletano-Ray Just Energy | + 20 s             |
| modifier           |                      |                    |                           |                    |

### 1reétape
| Classement de l'étape | Classement de l'étape    | Classement de l'étape | Classement de l'étape     | Classement de l'étape |
|                       | Coureur                  | Pays                  | Équipe                    | Temps                 |
| --------------------- | ------------------------ | --------------------- | ------------------------- | --------------------- |
| 1er                   | Vicente García de Mateos | Espagne               | Louletano-Ray Just Energy | en 5 h 10 min 4 s     |
| 2e                    | Samuel Caldeira          | Portugal              | W52-Quinta da Lixa        | m.t                   |
| 3e                    | Davide Viganò            | Italie                | Idea 2010 ASD             | m.t                   |
| 4e                    | Filipe Cardoso           | Portugal              | Efapel                    | m.t                   |
| 5e                    | Eduard Prades            | Espagne               | Caja Rural-Seguros RGA    | m.t                   |
| 6e                    | Johannes Weber           | Allemagne             | Stuttgart                 | m.t                   |
| 7e                    | José Gonçalves           | Portugal              | Caja Rural-Seguros RGA    | m.t                   |
| 8e                    | Daniel Mestre            | Portugal              | Tavira                    | m.t                   |
| 9e                    | Alejandro Marque         | Espagne               | Efapel                    | m.t                   |
| 10e                   | Jasper Ockeloen          | Pays-Bas              | Parkhotel Valkenburg      | m.t                   |
| modifier              |                          |                       |                           |                       |

| Classement général | Classement général       | Classement général | Classement général        | Classement général |
|                    | Coureur                  | Pays               | Équipe                    | Temps              |
| ------------------ | ------------------------ | ------------------ | ------------------------- | ------------------ |
| 1er                | Gaëtan Bille             | Belgique           | Verandas Willems          | en 5 h 17 min 26 s |
| 2e                 | Gustavo César Veloso     | Espagne            | W52-Quinta da Lixa        | + 3 s              |
| 3e                 | Samuel Caldeira          | Portugal           | W52-Quinta da Lixa        | + 15 s             |
| 4e                 | José Gonçalves           | Portugal           | Caja Rural-Seguros RGA    | + 16 s             |
| 5e                 | Ricardo Vilela           | Portugal           | Caja Rural-Seguros RGA    | + 18 s             |
| 6e                 | Delio Fernández          | Espagne            | W52-Quinta da Lixa        | + 18 s             |
| 7e                 | Eduard Prades            | Espagne            | Caja Rural-Seguros RGA    | + 19 s             |
| 8e                 | Hugo Sabido              | Portugal           | Louletano-Ray Just Energy | + 20 s             |
| 9e                 | Vicente García de Mateos | Espagne            | Louletano-Ray Just Energy | + 21 s             |
| 10e                | Héctor Sáez              | Espagne            | Caja Rural-Seguros RGA    | + 22 s             |
| modifier           |                          |                    |                           |                    |

### 2eétape
| Classement de l'étape | Classement de l'étape | Classement de l'étape | Classement de l'étape  | Classement de l'étape |
|                       | Coureur               | Pays                  | Équipe                 | Temps                 |
| --------------------- | --------------------- | --------------------- | ---------------------- | --------------------- |
| 1er                   | Delio Fernández       | Espagne               | W52-Quinta da Lixa     | en 5 h 0 min 10 s     |
| 2e                    | José Gonçalves        | Portugal              | Caja Rural-Seguros RGA | + 1 s                 |
| 3e                    | Gustavo César Veloso  | Espagne               | W52-Quinta da Lixa     | + 6 s                 |
| 4e                    | Joni Brandão          | Portugal              | Efapel                 | + 6 s                 |
| 5e                    | Amaro Antunes         | Portugal              | LA Alumínios-Antarte   | + 8 s                 |
| 6e                    | Alejandro Marque      | Espagne               | Efapel                 | + 8 s                 |
| 7e                    | Ricardo Mestre        | Portugal              | Tavira                 | + 13 s                |
| 8e                    | Sérgio Sousa          | Portugal              | LA Alumínios-Antarte   | + 14 s                |
| 9e                    | Hernâni Brôco         | Portugal              | LA Alumínios-Antarte   | + 14 s                |
| 10e                   | Ricardo Vilela        | Portugal              | Caja Rural-Seguros RGA | + 15 s                |
| modifier              |                       |                       |                        |                       |

| Classement général | Classement général   | Classement général | Classement général     | Classement général  |
|                    | Coureur              | Pays               | Équipe                 | Temps               |
| ------------------ | -------------------- | ------------------ | ---------------------- | ------------------- |
| 1er                | Gustavo César Veloso | Espagne            | W52-Quinta da Lixa     | en 10 h 17 min 41 s |
| 2e                 | Delio Fernández      | Espagne            | W52-Quinta da Lixa     | + 3 s               |
| 3e                 | José Gonçalves       | Portugal           | Caja Rural-Seguros RGA | + 6 s               |
| 4e                 | Ricardo Vilela       | Portugal           | Caja Rural-Seguros RGA | + 28 s              |
| 5e                 | Amaro Antunes        | Portugal           | LA Alumínios-Antarte   | + 31 s              |
| 6e                 | Joni Brandão         | Portugal           | Efapel                 | + 31 s              |
| 7e                 | Sérgio Sousa         | Portugal           | LA Alumínios-Antarte   | + 32 s              |
| 8e                 | Hernâni Brôco        | Portugal           | LA Alumínios-Antarte   | + 34 s              |
| 9e                 | Ricardo Mestre       | Portugal           | Tavira                 | + 35 s              |
| 10e                | Alejandro Marque     | Espagne            | Efapel                 | + 37 s              |
| modifier           |                      |                    |                        |                     |

### 3eétape
| Classement de l'étape | Classement de l'étape    | Classement de l'étape | Classement de l'étape     | Classement de l'étape |
|                       | Coureur                  | Pays                  | Équipe                    | Temps                 |
| --------------------- | ------------------------ | --------------------- | ------------------------- | --------------------- |
| 1er                   | Davide Viganò            | Italie                | Idea 2010 ASD             | en 4 h 17 min 33 s    |
| 2e                    | Gustavo César Veloso     | Espagne               | W52-Quinta da Lixa        | m.t                   |
| 3e                    | Manuel António Cardoso   | Portugal              | Tavira                    | m.t                   |
| 4e                    | Vicente García de Mateos | Espagne               | Louletano-Ray Just Energy | m.t                   |
| 5e                    | José Gonçalves           | Portugal              | Caja Rural-Seguros RGA    | m.t                   |
| 6e                    | Alejandro Marque         | Espagne               | Efapel                    | m.t                   |
| 7e                    | Gaëtan Bille             | Belgique              | Verandas Willems          | m.t                   |
| 8e                    | Filipe Cardoso           | Portugal              | Efapel                    | m.t                   |
| 9e                    | Amaro Antunes            | Portugal              | LA Alumínios-Antarte      | m.t                   |
| 10e                   | Jasper Ockeloen          | Pays-Bas              | Parkhotel Valkenburg      | m.t                   |
| modifier              |                          |                       |                           |                       |

| Classement général | Classement général   | Classement général | Classement général     | Classement général |
|                    | Coureur              | Pays               | Équipe                 | Temps              |
| ------------------ | -------------------- | ------------------ | ---------------------- | ------------------ |
| 1er                | Gustavo César Veloso | Espagne            | W52-Quinta da Lixa     | en 14 h 35 min 8 s |
| 2e                 | Delio Fernández      | Espagne            | W52-Quinta da Lixa     | + 9 s              |
| 3e                 | José Gonçalves       | Portugal           | Caja Rural-Seguros RGA | + 12 s             |
| 4e                 | Ricardo Vilela       | Portugal           | Caja Rural-Seguros RGA | + 34 s             |
| 5e                 | Amaro Antunes        | Portugal           | LA Alumínios-Antarte   | + 37 s             |
| 6e                 | Joni Brandão         | Portugal           | Efapel                 | + 37 s             |
| 7e                 | Sérgio Sousa         | Portugal           | LA Alumínios-Antarte   | + 38 s             |
| 8e                 | Hernâni Brôco        | Portugal           | LA Alumínios-Antarte   | + 40 s             |
| 9e                 | Ricardo Mestre       | Portugal           | Tavira                 | + 41 s             |
| 10e                | Alejandro Marque     | Espagne            | Efapel                 | + 43 s             |
| modifier           |                      |                    |                        |                    |

### 4eétape
| Classement de l'étape | Classement de l'étape | Classement de l'étape | Classement de l'étape     | Classement de l'étape |
|                       | Coureur               | Pays                  | Équipe                    | Temps                 |
| --------------------- | --------------------- | --------------------- | ------------------------- | --------------------- |
| 1er                   | Filipe Cardoso        | Portugal              | Efapel                    | en 4 h 26 min 14 s    |
| 2e                    | Joni Brandão          | Portugal              | Efapel                    | + 0 s                 |
| 3e                    | Gustavo César Veloso  | Espagne               | W52-Quinta da Lixa        | + 0 s                 |
| 4e                    | Amaro Antunes         | Portugal              | LA Alumínios-Antarte      | + 4 s                 |
| 5e                    | Delio Fernández       | Espagne               | W52-Quinta da Lixa        | + 4 s                 |
| 6e                    | Alejandro Marque      | Espagne               | Efapel                    | + 8 s                 |
| 7e                    | António Carvalho      | Portugal              | W52-Quinta da Lixa        | + 8 s                 |
| 8e                    | João Benta            | Portugal              | Louletano-Ray Just Energy | + 16 s                |
| 9e                    | Ricardo Vilela        | Portugal              | Caja Rural-Seguros RGA    | + 23 s                |
| 10e                   | Daniel Silva          | Portugal              | Rádio Popular-Boavista    | + 25 s                |
| modifier              |                       |                       |                           |                       |

| Classement général | Classement général   | Classement général | Classement général        | Classement général |
|                    | Coureur              | Pays               | Équipe                    | Temps              |
| ------------------ | -------------------- | ------------------ | ------------------------- | ------------------ |
| 1er                | Gustavo César Veloso | Espagne            | W52-Quinta da Lixa        | en 19 h 1 min 18 s |
| 2e                 | Delio Fernández      | Espagne            | W52-Quinta da Lixa        | + 17 s             |
| 3e                 | Joni Brandão         | Portugal           | Efapel                    | + 35 s             |
| 4e                 | Amaro Antunes        | Portugal           | LA Alumínios-Antarte      | + 45 s             |
| 5e                 | Alejandro Marque     | Espagne            | Efapel                    | + 55 s             |
| 6e                 | Ricardo Vilela       | Portugal           | Caja Rural-Seguros RGA    | + 1 min 1 s        |
| 7e                 | António Carvalho     | Portugal           | W52-Quinta da Lixa        | + 1 min 9 s        |
| 8e                 | Hernâni Brôco        | Portugal           | LA Alumínios-Antarte      | + 1 min 14 s       |
| 9e                 | João Benta           | Portugal           | Louletano-Ray Just Energy | + 1 min 24 s       |
| 10e                | Daniel Silva         | Portugal           | Rádio Popular-Boavista    | + 1 min 30 s       |
| modifier           |                      |                    |                           |                    |

### 5eétape
| Classement de l'étape | Classement de l'étape | Classement de l'étape | Classement de l'étape  | Classement de l'étape |
|                       | Coureur               | Pays                  | Équipe                 | Temps                 |
| --------------------- | --------------------- | --------------------- | ---------------------- | --------------------- |
| 1er                   | José Gonçalves        | Portugal              | Caja Rural-Seguros RGA | en 4 h 9 min 7 s      |
| 2e                    | Delio Fernández       | Espagne               | W52-Quinta da Lixa     | + 0 s                 |
| 3e                    | Gustavo César Veloso  | Espagne               | W52-Quinta da Lixa     | + 0 s                 |
| 4e                    | Joni Brandão          | Portugal              | Efapel                 | + 2 s                 |
| 5e                    | Alejandro Marque      | Espagne               | Efapel                 | + 3 s                 |
| 6e                    | Gaëtan Bille          | Belgique              | Verandas Willems       | + 3 s                 |
| 7e                    | Daniel Silva          | Portugal              | Rádio Popular-Boavista | + 3 s                 |
| 8e                    | César Fonte           | Portugal              | Rádio Popular-Boavista | + 3 s                 |
| 9e                    | Ricardo Vilela        | Portugal              | Caja Rural-Seguros RGA | + 3 s                 |
| 10e                   | Amaro Antunes         | Portugal              | LA Alumínios-Antarte   | + 3 s                 |
| modifier              |                       |                       |                        |                       |

| Classement général | Classement général   | Classement général | Classement général        | Classement général  |
|                    | Coureur              | Pays               | Équipe                    | Temps               |
| ------------------ | -------------------- | ------------------ | ------------------------- | ------------------- |
| 1er                | Gustavo César Veloso | Espagne            | W52-Quinta da Lixa        | en 23 h 10 min 21 s |
| 2e                 | Delio Fernández      | Espagne            | W52-Quinta da Lixa        | + 15 s              |
| 3e                 | Joni Brandão         | Portugal           | Efapel                    | + 41 s              |
| 4e                 | Amaro Antunes        | Portugal           | LA Alumínios-Antarte      | + 52 s              |
| 5e                 | Alejandro Marque     | Espagne            | Efapel                    | + 1 min 2 s         |
| 6e                 | Ricardo Vilela       | Portugal           | Caja Rural-Seguros RGA    | + 1 min 8 s         |
| 7e                 | António Carvalho     | Portugal           | W52-Quinta da Lixa        | + 1 min 16 s        |
| 8e                 | Hernâni Brôco        | Portugal           | LA Alumínios-Antarte      | + 1 min 26 s        |
| 9e                 | João Benta           | Portugal           | Louletano-Ray Just Energy | + 1 min 36 s        |
| 10e                | Daniel Silva         | Portugal           | Rádio Popular-Boavista    | + 1 min 37 s        |
| modifier           |                      |                    |                           |                     |

### 6eétape
Le collège des commissaires du Tour du Portugal déclasse le Portugais José Gonçalves (Caja Rural-Seguros RGA) qui passe la ligne en premier et croit avoir remporté sa seconde victoire consécutive. Les commissaires ont considéré que le "sprint" du coureur était irrégulier en effet le jury a estimé que son écart de trajectoire à l'approche de la ligne d'arrivée a entravé la progression du leader du classement général l'Espagnol Gustavo César Veloso (W52-Quinta da Lixa). Ce dernier est déclaré vainqueur et accroit ainsi son avance au général en encaissant les dix secondes de bonification allant au vainqueur.
| Classement de l'étape | Classement de l'étape    | Classement de l'étape | Classement de l'étape     | Classement de l'étape |
|                       | Coureur                  | Pays                  | Équipe                    | Temps                 |
| --------------------- | ------------------------ | --------------------- | ------------------------- | --------------------- |
| 1er                   | Gustavo César Veloso     | Espagne               | W52-Quinta da Lixa        | en 3 h 44 min 33 s    |
| 2e                    | Vicente García de Mateos | Espagne               | Louletano-Ray Just Energy | m.t                   |
| 3e                    | Delio Fernández          | Espagne               | W52-Quinta da Lixa        | m.t                   |
| 4e                    | Rafael Silva             | Portugal              | Efapel                    | m.t                   |
| 5e                    | Davide Viganò            | Italie                | Idea 2010 ASD             | m.t                   |
| 6e                    | Joni Brandão             | Portugal              | Efapel                    | m.t                   |
| 7e                    | Manuel António Cardoso   | Portugal              | Tavira                    | m.t                   |
| 8e                    | Jasper Ockeloen          | Pays-Bas              | Parkhotel Valkenburg      | m.t                   |
| 9e                    | César Fonte              | Portugal              | Rádio Popular-Boavista    | m.t                   |
| 10e                   | Gaëtan Bille             | Belgique              | Verandas Willems          | m.t                   |
| modifier              |                          |                       |                           |                       |

| Classement général | Classement général   | Classement général | Classement général        | Classement général  |
|                    | Coureur              | Pays               | Équipe                    | Temps               |
| ------------------ | -------------------- | ------------------ | ------------------------- | ------------------- |
| 1er                | Gustavo César Veloso | Espagne            | W52-Quinta da Lixa        | en 26 h 54 min 44 s |
| 2e                 | Delio Fernández      | Espagne            | W52-Quinta da Lixa        | + 21 s              |
| 3e                 | Joni Brandão         | Portugal           | Efapel                    | + 51 s              |
| 4e                 | Amaro Antunes        | Portugal           | LA Alumínios-Antarte      | + 1 min 2 s         |
| 5e                 | Alejandro Marque     | Espagne            | Efapel                    | + 1 min 12 s        |
| 6e                 | Ricardo Vilela       | Portugal           | Caja Rural-Seguros RGA    | + 1 min 18 s        |
| 7e                 | António Carvalho     | Portugal           | W52-Quinta da Lixa        | + 1 min 26 s        |
| 8e                 | Hernâni Brôco        | Portugal           | LA Alumínios-Antarte      | + 1 min 36 s        |
| 9e                 | João Benta           | Portugal           | Louletano-Ray Just Energy | + 1 min 46 s        |
| 10e                | Daniel Silva         | Portugal           | Rádio Popular-Boavista    | + 1 min 47 s        |
| modifier           |                      |                    |                           |                     |

### 7eétape
| Classement de l'étape | Classement de l'étape | Classement de l'étape | Classement de l'étape     | Classement de l'étape |
|                       | Coureur               | Pays                  | Équipe                    | Temps                 |
| --------------------- | --------------------- | --------------------- | ------------------------- | --------------------- |
| 1er                   | Delio Fernández       | Espagne               | W52-Quinta da Lixa        | en 4 h 42 min 0 s     |
| 2e                    | Gustavo César Veloso  | Espagne               | W52-Quinta da Lixa        | + 0 s                 |
| 3e                    | Joni Brandão          | Portugal              | Efapel                    | + 4 s                 |
| 4e                    | Marcos García         | Espagne               | Louletano-Ray Just Energy | + 7 s                 |
| 5e                    | Alejandro Marque      | Espagne               | Efapel                    | + 10 s                |
| 6e                    | Rui Sousa             | Portugal              | Rádio Popular-Boavista    | + 14 s                |
| 7e                    | Sérgio Sousa          | Portugal              | LA Alumínios-Antarte      | + 19 s                |
| 8e                    | António Carvalho      | Portugal              | W52-Quinta da Lixa        | + 19 s                |
| 9e                    | Daniel Silva          | Portugal              | Rádio Popular-Boavista    | + 34 s                |
| 10e                   | Virgilio dos Santos   | Portugal              | Rádio Popular-Boavista    | + 48 s                |
| modifier              |                       |                       |                           |                       |

| Classement général | Classement général   | Classement général | Classement général        | Classement général  |
|                    | Coureur              | Pays               | Équipe                    | Temps               |
| ------------------ | -------------------- | ------------------ | ------------------------- | ------------------- |
| 1er                | Gustavo César Veloso | Espagne            | W52-Quinta da Lixa        | en 31 h 36 min 38 s |
| 2e                 | Delio Fernández      | Espagne            | W52-Quinta da Lixa        | + 14 s              |
| 3e                 | Joni Brandão         | Portugal           | Efapel                    | + 57 s              |
| 4e                 | Alejandro Marque     | Espagne            | Efapel                    | + 1 min 28 s        |
| 5e                 | António Carvalho     | Portugal           | W52-Quinta da Lixa        | + 1 min 51 s        |
| 6e                 | Rui Sousa            | Portugal           | Rádio Popular-Boavista    | + 2 min 11 s        |
| 7e                 | Marcos García        | Espagne            | Louletano-Ray Just Energy | + 2 min 20 s        |
| 8e                 | Sérgio Sousa         | Portugal           | LA Alumínios-Antarte      | + 2 min 27 s        |
| 9e                 | Daniel Silva         | Portugal           | Rádio Popular-Boavista    | + 2 min 27 s        |
| 10e                | Hernâni Brôco        | Portugal           | LA Alumínios-Antarte      | + 3 min 3 s         |
| modifier           |                      |                    |                           |                     |

### 8eétape
| Classement de l'étape | Classement de l'étape    | Classement de l'étape | Classement de l'étape     | Classement de l'étape |
|                       | Coureur                  | Pays                  | Équipe                    | Temps                 |
| --------------------- | ------------------------ | --------------------- | ------------------------- | --------------------- |
| 1er                   | Eduard Prades            | Espagne               | Caja Rural-Seguros RGA    | en 4 h 9 min 44 s     |
| 2e                    | Samuel Caldeira          | Portugal              | W52-Quinta da Lixa        | m.t                   |
| 3e                    | Davide Viganò            | Italie                | Idea 2010 ASD             | m.t                   |
| 4e                    | Coen Vermeltfoort        | Pays-Bas              | Join-S-De Rijke           | m.t                   |
| 5e                    | Albert Torres            | Espagne               | Ecuador                   | m.t                   |
| 6e                    | Rafael Silva             | Portugal              | Efapel                    | m.t                   |
| 7e                    | Amaro Antunes            | Portugal              | LA Alumínios-Antarte      | m.t                   |
| 8e                    | Delio Fernández          | Espagne               | W52-Quinta da Lixa        | m.t                   |
| 9e                    | Daniel Silva             | Portugal              | Rádio Popular-Boavista    | m.t                   |
| 10e                   | Vicente García de Mateos | Espagne               | Louletano-Ray Just Energy | m.t                   |
| modifier              |                          |                       |                           |                       |

| Classement général | Classement général   | Classement général | Classement général        | Classement général  |
|                    | Coureur              | Pays               | Équipe                    | Temps               |
| ------------------ | -------------------- | ------------------ | ------------------------- | ------------------- |
| 1er                | Gustavo César Veloso | Espagne            | W52-Quinta da Lixa        | en 35 h 46 min 22 s |
| 2e                 | Delio Fernández      | Espagne            | W52-Quinta da Lixa        | + 14 s              |
| 3e                 | Joni Brandão         | Portugal           | Efapel                    | + 57 s              |
| 4e                 | Alejandro Marque     | Espagne            | Efapel                    | + 1 min 28 s        |
| 5e                 | António Carvalho     | Portugal           | W52-Quinta da Lixa        | + 1 min 51 s        |
| 6e                 | Rui Sousa            | Portugal           | Rádio Popular-Boavista    | + 2 min 11 s        |
| 7e                 | Sérgio Sousa         | Portugal           | LA Alumínios-Antarte      | + 2 min 27 s        |
| 8e                 | Daniel Silva         | Portugal           | Rádio Popular-Boavista    | + 2 min 27 s        |
| 9e                 | Marcos García        | Espagne            | Louletano-Ray Just Energy | + 2 min 36 s        |
| 10e                | Hernâni Brôco        | Portugal           | LA Alumínios-Antarte      | + 3 min 3 s         |
| modifier           |                      |                    |                           |                     |

### 9eétape
| Classement de l'étape | Classement de l'étape | Classement de l'étape | Classement de l'étape  | Classement de l'étape |
|                       | Coureur               | Pays                  | Équipe                 | Temps                 |
| --------------------- | --------------------- | --------------------- | ---------------------- | --------------------- |
| 1er                   | Gustavo César Veloso  | Espagne               | W52-Quinta da Lixa     | en 40 min 41 s        |
| 2e                    | José Gonçalves        | Portugal              | Caja Rural-Seguros RGA | + 26 s                |
| 3e                    | Rafael Reis           | Portugal              | Tavira                 | + 35 s                |
| 4e                    | Ricardo Mestre        | Portugal              | Tavira                 | + 50 s                |
| 5e                    | Rui Sousa             | Portugal              | Rádio Popular-Boavista | + 56 s                |
| 6e                    | Evgeny Shalunov       | Russie                | Lokosphinx             | + 57 s                |
| 7e                    | Alejandro Marque      | Espagne               | Efapel                 | + 1 min 0 s           |
| 8e                    | Gaëtan Bille          | Belgique              | Verandas Willems       | + 1 min 3 s           |
| 9e                    | Albert Torres         | Espagne               | Ecuador                | + 1 min 10 s          |
| 10e                   | Daniel Westmattelmann | Allemagne             | Kuota-Lotto            | + 1 min 21 s          |
| modifier              |                       |                       |                        |                       |

| Classement général | Classement général   | Classement général | Classement général     | Classement général |
|                    | Coureur              | Pays               | Équipe                 | Temps              |
| ------------------ | -------------------- | ------------------ | ---------------------- | ------------------ |
| 1er                | Gustavo César Veloso | Espagne            | W52-Quinta da Lixa     | en 36 h 27 min 3 s |
| 2e                 | Joni Brandão         | Portugal           | Efapel                 | + 2 min 21 s       |
| 3e                 | Alejandro Marque     | Espagne            | Efapel                 | + 2 min 28 s       |
| 4e                 | Delio Fernández      | Espagne            | W52-Quinta da Lixa     | + 3 min 6 s        |
| 5e                 | Rui Sousa            | Portugal           | Rádio Popular-Boavista | + 3 min 7 s        |
| 6e                 | António Carvalho     | Portugal           | W52-Quinta da Lixa     | + 3 min 29 s       |
| 7e                 | Sérgio Sousa         | Portugal           | LA Alumínios-Antarte   | + 3 min 54 s       |
| 8e                 | Hernâni Brôco        | Portugal           | LA Alumínios-Antarte   | + 4 min 34 s       |
| 9e                 | Daniel Silva         | Portugal           | Rádio Popular-Boavista | + 4 min 41 s       |
| 10e                | Amaro Antunes        | Portugal           | LA Alumínios-Antarte   | + 5 min 36 s       |
| modifier           |                      |                    |                        |                    |

### 10eétape
| Classement de l'étape | Classement de l'étape    | Classement de l'étape | Classement de l'étape     | Classement de l'étape |
|                       | Coureur                  | Pays                  | Équipe                    | Temps                 |
| --------------------- | ------------------------ | --------------------- | ------------------------- | --------------------- |
| 1er                   | Matteo Malucelli         | Italie                | Idea 2010 ASD             | en 3 h 33 min 27 s    |
| 2e                    | Davide Viganò            | Italie                | Idea 2010 ASD             | m.t                   |
| 3e                    | Eduard Prades            | Espagne               | Caja Rural-Seguros RGA    | m.t                   |
| 4e                    | Manuel António Cardoso   | Portugal              | Tavira                    | m.t                   |
| 5e                    | Pedro Paulinho           | Portugal              | LA Alumínios-Antarte      | m.t                   |
| 6e                    | Filipe Cardoso           | Portugal              | Efapel                    | m.t                   |
| 7e                    | Albert Torres            | Espagne               | Ecuador                   | m.t                   |
| 8e                    | Vicente García de Mateos | Espagne               | Louletano-Ray Just Energy | m.t                   |
| 9e                    | Samuel Caldeira          | Portugal              | W52-Quinta da Lixa        | m.t                   |
| 10e                   | Marco Tizza              | Italie                | Idea 2010 ASD             | m.t                   |
| modifier              |                          |                       |                           |                       |

## Classements finals

### Classement général final
| Classement général final | Classement général final | Classement général final | Classement général final | Classement général final |
|                          | Coureur                  | Pays                     | Équipe                   | Temps                    |
| ------------------------ | ------------------------ | ------------------------ | ------------------------ | ------------------------ |
| 1er                      | Gustavo César Veloso     | Espagne                  | W52-Quinta da Lixa       | en 40 h 0 min 39 s       |
| 2e                       | Joni Brandão             | Portugal                 | Efapel                   | + 2 min 12 s             |
| 3e                       | Alejandro Marque         | Espagne                  | Efapel                   | + 2 min 19 s             |
| 4e                       | Delio Fernández          | Espagne                  | W52-Quinta da Lixa       | + 2 min 57 s             |
| 5e                       | Rui Sousa                | Portugal                 | Rádio Popular-Boavista   | + 2 min 58 s             |
| 6e                       | António Carvalho         | Portugal                 | W52-Quinta da Lixa       | + 3 min 20 s             |
| 7e                       | Sérgio Sousa             | Portugal                 | LA Alumínios-Antarte     | + 3 min 45 s             |
| 8e                       | Daniel Silva             | Portugal                 | Rádio Popular-Boavista   | + 4 min 32 s             |
| 9e                       | Hernâni Brôco            | Portugal                 | LA Alumínios-Antarte     | + 4 min 33 s             |
| 10e                      | Amaro Antunes            | Portugal                 | LA Alumínios-Antarte     | + 5 min 27 s             |
| modifier                 |                          |                          |                          |                          |

### Classements annexes
| Classement par points | Classement par points | Classement par points | Classement par points | Classement par points |
| --------------------- | --------------------- | --------------------- | --------------------- | --------------------- |
|                       | Coureur               | Pays                  | Équipe                | Point(s)              |
| 1er                   | Gustavo César Veloso  | Espagne               | W52-Quinta da Lixa    | 138 points            |
| 2e                    | Delio Fernández       | Espagne               | W52-Quinta da Lixa    | 103 pts               |
| 3e                    | Davide Viganò         | Italie                | Idea 2010 ASD         | 93 pts                |
| modifier              |                       |                       |                       |                       |

| Classement de la montagne | Classement de la montagne | Classement de la montagne | Classement de la montagne | Classement de la montagne |
| ------------------------- | ------------------------- | ------------------------- | ------------------------- | ------------------------- |
|                           | Coureur                   | Pays                      | Équipe                    | Point(s)                  |
| 1er                       | Bruno Silva               | Portugal                  | LA Alumínios-Antarte      | 80 points                 |
| 2e                        | Delio Fernández           | Espagne                   | W52-Quinta da Lixa        | 50 pts                    |
| 3e                        | Gustavo César Veloso      | Espagne                   | W52-Quinta da Lixa        | 44 pts                    |
| modifier                  |                           |                           |                           |                           |

| Classement du meilleur jeune | Classement du meilleur jeune | Classement du meilleur jeune | Classement du meilleur jeune | Classement du meilleur jeune |
|                              | Coureur                      | Pays                         | Équipe                       | Temps                        |
| ---------------------------- | ---------------------------- | ---------------------------- | ---------------------------- | ---------------------------- |
| 1er                          | Alexey Rybalkin              | Russie                       | Lokosphinx                   | en 40 h 12 min 1 s           |
| 2e                           | Anatoliy Budyak              | Ukraine                      | ISD Continental              | + 14 min 13 s                |
| 3e                           | Evgeny Shalunov              | Russie                       | Lokosphinx                   | + 15 min 3 s                 |
| modifier                     |                              |                              |                              |                              |

| Classement du combiné | Classement du combiné | Classement du combiné | Classement du combiné | Classement du combiné |
| --------------------- | --------------------- | --------------------- | --------------------- | --------------------- |
|                       | Coureur               | Pays                  | Équipe                | Point(s)              |
| 1er                   | Gustavo César Veloso  | Espagne               | W52-Quinta da Lixa    | 5 points              |
| 2e                    | Delio Fernández       | Espagne               | W52-Quinta da Lixa    | 8 pts                 |
| 3e                    | Joni Brandão          | Portugal              | Efapel                | 11 pts                |
| modifier              |                       |                       |                       |                       |

| Classement du meilleur Portugais | Classement du meilleur Portugais | Classement du meilleur Portugais | Classement du meilleur Portugais | Classement du meilleur Portugais |
|                                  | Coureur                          | Pays                             | Équipe                           | Temps                            |
| -------------------------------- | -------------------------------- | -------------------------------- | -------------------------------- | -------------------------------- |
| 1er                              | Joni Brandão                     | Portugal                         | Efapel                           | en 40 h 2 min 51 s               |
| 2e                               | Rui Sousa                        | Portugal                         | Rádio Popular-Boavista           | + 46 s                           |
| 3e                               | António Carvalho                 | Portugal                         | W52-Quinta da Lixa               | + 1 min 8 s                      |
| modifier                         |                                  |                                  |                                  |                                  |

| Classement par équipes | Classement par équipes | Classement par équipes | Classement par équipes |
|                        | Équipe                 | Pays                   | Temps                  |
| ---------------------- | ---------------------- | ---------------------- | ---------------------- |
| 1re                    | W52-Quinta da Lixa     | Portugal               | en 120 h 7 min 56 s    |
| 2e                     | Rádio Popular-Boavista | Portugal               | + 6 min 29 s           |
| 3e                     | LA Alumínios-Antarte   | Portugal               | + 7 min 36 s           |
| modifier               |                        |                        |                        |

### UCI Europe Tour
Ce Tour du Portugal attribue des points pour l'UCI Europe Tour 2015, par équipes seulement aux coureurs des équipes continentales professionnelles et continentales, individuellement à tous les coureurs sauf ceux faisant partie d'une équipe ayant un label WorldTeam.
| Position,          | 1er | 2e | 3e | 4e | 5e | 6e | 7e | 8e | 9e | 10e | 11e | 12e |
| Classement général | 80  | 56 | 32 | 24 | 20 | 16 | 12 | 8  | 7  | 6   | 5   | 3   |
| Par étape          | 16  | 11 | 6  | 5  | 4  | 2  |    |    |    |     |     |     |
| Leader, par étape  | 8   |    |    |    |    |    |    |    |    |     |     |     |

| Cycliste                 | Équipe                    | Général | Étape | Leader | Total |
| ------------------------ | ------------------------- | ------- | ----- | ------ | ----- |
| Gustavo César Veloso     | W52-Quinta da Lixa        | 80      | 83    | 64     | 227   |
| Joni Brandão             | Efapel                    | 56      | 29    | -      | 85    |
| Delio Fernández          | W52-Quinta da Lixa        | 24      | 53    | -      | 77    |
| José Gonçalves           | Caja Rural-Seguros RGA    | -       | 46    | -      | 46    |
| Alejandro Marque         | Efapel                    | 32      | 14    | -      | 46    |
| Davide Viganò            | Idea 2010 ASD             | -       | 43    | -      | 43    |
| Gaëtan Bille             | Verandas Willems          | -       | 18    | 16     | 34    |
| Vicente García de Mateos | Louletano-Ray Just Energy | -       | 32    | -      | 32    |
| Eduard Prades            | Caja Rural-Seguros RGA    | -       | 26    | -      | 26    |
| Rui Sousa                | Rádio Popular-Boavista    | 20      | 6     | -      | 26    |
| Filipe Cardoso           | Efapel                    | -       | 23    | -      | 23    |
| Samuel Caldeira          | W52-Quinta da Lixa        | -       | 22    | -      | 22    |
| António Carvalho         | W52-Quinta da Lixa        | 16      | -     | -      | 16    |
| Matteo Malucelli         | Idea 2010 ASD             | -       | 16    | -      | 16    |
| Amaro Antunes            | LA Alumínios-Antarte      | 6       | 9     | -      | 15    |
| Sérgio Sousa             | LA Alumínios-Antarte      | 12      | -     | -      | 12    |
| Manuel António Cardoso   | Tavira                    | -       | 11    | -      | 11    |
| Marcos García            | Louletano-Ray Just Energy | 5       | 5     | -      | 10    |
| Daniel Silva             | Rádio Popular-Boavista    | 8       | -     | -      | 8     |
| Hernâni Brôco            | LA Alumínios-Antarte      | 7       | -     | -      | 7     |
| Rafael Silva             | Efapel                    | -       | 7     | -      | 7     |
| Coen Vermeltfoort        | Join-S-De Rijke           | -       | 7     | -      | 7     |
| Dimitri Claeys           | Verandas Willems          | -       | 6     | -      | 6     |
| Rafael Reis              | Tavira                    | -       | 6     | -      | 6     |
| Dion Beukeboom           | Parkhotel Valkenburg      | -       | 5     | -      | 5     |
| Ricardo Mestre           | Tavira                    | -       | 5     | -      | 5     |
| Pedro Paulinho           | LA Alumínios-Antarte      | -       | 4     | -      | 4     |
| Albert Torres            | Ecuador                   | -       | 4     | -      | 4     |
| Virgilio dos Santos      | Rádio Popular-Boavista    | 3       | -     | -      | 3     |
| Evgeny Shalunov          | Lokosphinx                | -       | 2     | -      | 2     |
| Johannes Weber           | Stuttgart                 | -       | 2     | -      | 2     |

## Évolution des classements
| Étape              | Vainqueur                | Classement général   | Classement par points    | Classement de la montagne | Classement du meilleur jeune | Classement du combiné | Classement du meilleur Portugais | Classement par équipes |
| ------------------ | ------------------------ | -------------------- | ------------------------ | ------------------------- | ---------------------------- | --------------------- | -------------------------------- | ---------------------- |
| P                  | Gaëtan Bille             | Gaëtan Bille         | Non décerné              | Non décerné               | Luca Cappelli                | Non décerné           | José Gonçalves                   | Verandas Willems       |
| 1                  | Vicente García de Mateos | Gaëtan Bille         | Vicente García de Mateos | Bruno Silva               | Héctor Sáez                  | Héctor Sáez           | Samuel Caldeira                  | W52-Quinta da Lixa     |
| 2                  | Delio Fernández          | Gustavo César Veloso | José Gonçalves           | Bruno Silva               | Luca Cappelli                | Delio Fernández       | José Gonçalves                   | W52-Quinta da Lixa     |
| 3                  | Davide Viganò            | Gustavo César Veloso | Davide Viganò            | Bruno Silva               | Luca Cappelli                | Gustavo César Veloso  | José Gonçalves                   | W52-Quinta da Lixa     |
| 4                  | Filipe Cardoso           | Gustavo César Veloso | Filipe Cardoso           | Bruno Silva               | Alexey Rybalkin              | Gustavo César Veloso  | Joni Brandão                     | W52-Quinta da Lixa     |
| 5                  | José Gonçalves           | Gustavo César Veloso | Gustavo César Veloso     | Bruno Silva               | Alexey Rybalkin              | Gustavo César Veloso  | Joni Brandão                     | W52-Quinta da Lixa     |
| 6                  | Gustavo César Veloso     | Gustavo César Veloso | Gustavo César Veloso     | Bruno Silva               | Alexey Rybalkin              | Gustavo César Veloso  | Joni Brandão                     | W52-Quinta da Lixa     |
| 7                  | Delio Fernández          | Gustavo César Veloso | Gustavo César Veloso     | Bruno Silva               | Alexey Rybalkin              | Gustavo César Veloso  | Joni Brandão                     | W52-Quinta da Lixa     |
| 8                  | Eduard Prades            | Gustavo César Veloso | Gustavo César Veloso     | Bruno Silva               | Alexey Rybalkin              | Gustavo César Veloso  | Joni Brandão                     | W52-Quinta da Lixa     |
| 9                  | Gustavo César Veloso     | Gustavo César Veloso | Gustavo César Veloso     | Bruno Silva               | Alexey Rybalkin              | Gustavo César Veloso  | Joni Brandão                     | W52-Quinta da Lixa     |
| 10                 | Matteo Malucelli         | Gustavo César Veloso | Gustavo César Veloso     | Bruno Silva               | Alexey Rybalkin              | Gustavo César Veloso  | Joni Brandão                     | W52-Quinta da Lixa     |
| Classements finals | Classements finals       | Gustavo César Veloso | Gustavo César Veloso     | Bruno Silva               | Alexey Rybalkin              | Gustavo César Veloso  | Joni Brandão                     | W52-Quinta da Lixa     |

## Liste des participants
- Liste de départ complète

| Légende                                    | Légende                                                                                         | Légende                                | Légende                                                                                                  |
| ------------------------------------------ | ----------------------------------------------------------------------------------------------- | -------------------------------------- | --- |
| Num                                        | Dossard de départ porté par le coureur sur ce Tour du Portugal                                  | Pos                                    | Position finale au classement général                                                                    |
| Leader du classement général               | Indique le vainqueur du classement général                                                      | Leader du classement par points        | Indique le vainqueur du classement par points                                                            |
| Leader du classement de la montagne        | Indique le vainqueur du classement de la montagne                                               | Leader du classement du meilleur jeune | Indique le vainqueur du classement du meilleur jeune                                                     |
| Leader du classement du meilleur Portugais | Indique le vainqueur du classement du meilleur Portugais                                        |                                        | Indique un maillot de champion national ou mondial, suivi de sa spécialité                               |
| #                                          | Indique la meilleure équipe                                                                     | NP                                     | Indique un coureur qui n'a pas pris le départ d'une étape, suivi du numéro de l'étape où il s'est retiré |
| AB                                         | Indique un coureur qui n'a pas terminé une étape, suivi du numéro de l'étape où il s'est retiré | HD                                     | Indique un coureur qui a terminé une étape hors des délais, suivi du numéro de l'étape                   |
| DSQ                                        | Indique un coureur qui a été disqualifié de la course, suivi du numéro de l'étape               | *                                      | Indique un coureur en lice pour le classement du meilleur jeune (coureurs nés après le 1er janvier 1992) |

| W52-Quinta da Lixa # W52         | W52-Quinta da Lixa # W52   | W52-Quinta da Lixa # W52 |
| -------------------------------- | -------------------------- | ------------------------ |
| Num                              | Coureur                    | Pos                      |
| 1                                | Gustavo César Veloso (ESP) | 1er                      |
| 2                                | Raúl Alarcón (ESP)         | 13e                      |
| 3                                | Delio Fernández (ESP)      | 4e                       |
| 4                                | António Carvalho (POR)     | 6e                       |
| 5                                | Rui Vinhas (POR)           | 23e                      |
| 6                                | Joaquim Silva (POR)*       | 76e                      |
| 7                                | Samuel Caldeira (POR)      | 46e                      |
| 8                                | Heldér Oliveira (POR)      | 29e                      |
| 9                                | Luís Fernandes (POR)       | 53e                      |
| Directeur sportif : Nuno Ribeiro |                            |                          |

| Rádio Popular-Boavista RPB          | Rádio Popular-Boavista RPB | Rádio Popular-Boavista RPB |
| ----------------------------------- | -------------------------- | -------------------------- |
| Num                                 | Coureur                    | Pos                        |
| 11                                  | Rui Sousa (POR)            | 5e                         |
| 12                                  | Alberto Gallego (ESP)      | 43e                        |
| 13                                  | Célio Sousa (POR)          | 21e                        |
| 14                                  | Frederico Figueiredo (POR) | 14e                        |
| 15                                  | César Fonte (POR)          | 19e                        |
| 16                                  | David Rodrigues (POR)      | 35e                        |
| 17                                  | Daniel Silva (POR)         | 8e                         |
| 18                                  | Nuno Bico (POR)*           | 77e                        |
| 19                                  | Virgilio dos Santos (POR)  | 12e                        |
| Directeur sportif : José dos Santos |                            |                            |

| Efapel EFP                        | Efapel EFP                 | Efapel EFP |
| --------------------------------- | -------------------------- | ---------- |
| Num                               | Coureur                    | Pos        |
| 21                                | Alejandro Marque (ESP)     | 3e         |
| 22                                | Joni Brandão (POR)         | 2e         |
| 23                                | Diego Rubio (ESP)          | AB-4       |
| 24                                | Filipe Cardoso (POR)       | 44e        |
| 25                                | Rafael Silva (POR)         | 41e        |
| 26                                | David de la Fuente (ESP)   | 51e        |
| 27                                | Hélder Ferreira (POR)      | 65e        |
| 28                                | Óscar González Brea (ESP)* | 89e        |
| 29                                | Domingos Gonçalves (POR)   | 54e        |
| Directeur sportif : Américo Silva |                            |            |

| LA Alumínios-Antarte LAA                 | LA Alumínios-Antarte LAA | LA Alumínios-Antarte LAA |
| ---------------------------------------- | ------------------------ | ------------------------ |
| Num                                      | Coureur                  | Pos                      |
| 31                                       | Amaro Antunes (POR)      | 10e                      |
| 32                                       | Bruno Silva (POR)        | 64e                      |
| 33                                       | Hernâni Brôco (POR)      | 9e                       |
| 34                                       | Hugo Sancho (POR)        | 15e                      |
| 35                                       | Leonel Coutinho (POR)*   | 90e                      |
| 36                                       | Luís Afonso (POR)        | 55e                      |
| 37                                       | Nuno Meireles (POR)      | 79e                      |
| 38                                       | Pedro Paulinho (POR)     | 83e                      |
| 39                                       | Sérgio Sousa (POR)       | 7e                       |
| Directeur sportif : Mario Da Silva Rocha |                          |                          |

| Tavira TAV                      | Tavira TAV              | Tavira TAV |
| ------------------------------- | ----------------------- | ---------- |
| Num                             | Coureur                 | Pos        |
| 41                              | Ricardo Mestre (POR)    | 26e        |
| 42                              | David Livramento (POR)  | 50e        |
| 43                              | Henrique Casimiro (POR) | AB-10      |
| 44                              | Daniel Mestre (POR)     | 49e        |
| 45                              | Diogo Nunes (POR)       | 98e        |
| 46                              | João Rodrigues (POR)*   | 86e        |
| 47                              | Valter Pereira (POR)    | 70e        |
| 48                              | Manuel Cardoso (POR)    | 71e        |
| 49                              | Rafael Reis (POR)*      | 69e        |
| Directeur sportif : Vidal Fitas |                         |            |

| Louletano-Ray Just Energy LRJ     | Louletano-Ray Just Energy LRJ  | Louletano-Ray Just Energy LRJ |
| --------------------------------- | ------------------------------ | ----------------------------- |
| Num                               | Coureur                        | Pos                           |
| 51                                | Sandro Pinto (POR)             | AB-7                          |
| 52                                | João Benta (POR)               | 20e                           |
| 53                                | Hugo Sabido (POR)              | 36e                           |
| 54                                | Micael Isidoro (POR)           | 48e                           |
| 55                                | Victor Valinho (POR)           | AB-3                          |
| 56                                | Rui Rodrigues (POR)*           | 84e                           |
| 57                                | Marcos García (ESP)            | 11e                           |
| 58                                | Moisés Dueñas (ESP)            | 22e                           |
| 59                                | Vicente García de Mateos (ESP) | 34e                           |
| Directeur sportif : Jorge Piedade |                                |                               |

| Caja Rural-Seguros RGA CJR                | Caja Rural-Seguros RGA CJR | Caja Rural-Seguros RGA CJR |
| ----------------------------------------- | -------------------------- | -------------------------- |
| Num                                       | Coureur                    | Pos                        |
| 61                                        | Ricardo Vilela (POR)       | 17e                        |
| 62                                        | José Gonçalves (POR)       | 31e                        |
| 63                                        | Héctor Sáez (ESP)*         | 97e                        |
| 64                                        | Hugh Carthy (GBR)*         | 74e                        |
| 65                                        | Heiner Parra (COL)         | 32e                        |
| 66                                        | Antonio Molina (ESP)       | 60e                        |
| 67                                        | Eduard Prades (ESP)        | 45e                        |
| 68                                        | Fernando Grijalba (ESP)    | 91e                        |
| 69                                        | Fabricio Ferrari (URU)     | 42e                        |
| Directeur sportif : José Miguel Fernández |                            |                            |

| Parkhotel Valkenburg PVC          | Parkhotel Valkenburg PVC   | Parkhotel Valkenburg PVC |
| --------------------------------- | -------------------------- | ------------------------ |
| Num                               | Coureur                    | Pos                      |
| 71                                | Dennis Bakker (NED)*       | 107e                     |
| 72                                | Dion Beukeboom (NED)       | NP-2                     |
| 73                                | Jim van den Berg (NED)     | 68e                      |
| 74                                | James Judd (NZL)*          | AB-4                     |
| 75                                | Massimo Graziato (ITA)     | 96e                      |
| 76                                | Jasper Ockeloen (NED)      | 18e                      |
| 77                                | Bob Schoonbroodt (NED)     | AB-3                     |
| 78                                | Thijs van Beusichem (NED)* | AB-7                     |
| 79                                | Marco Zanotti (ITA)        | 93e                      |
| Directeur sportif : Ivor Koopmans |                            |                          |

| Idea 2010 ASD IDE                | Idea 2010 ASD IDE        | Idea 2010 ASD IDE |
| -------------------------------- | ------------------------ | ----------------- |
| Num                              | Coureur                  | Pos               |
| 81                               | Luca Cappelli (ITA)*     | 33e               |
| 82                               | Maurizio Damiano (ITA)*  | 95e               |
| 83                               | Matteo Malucelli (ITA)*  | 101e              |
| 84                               | Alessandro Pettiti (ITA) | AB-3              |
| 85                               | Matteo Spreafico (ITA)*  | 82e               |
| 86                               | Marco Tizza (ITA)*       | 67e               |
| 87                               | Mirko Torta (ITA)*       | AB-3              |
| 88                               | Davide Viganò (ITA)      | 57e               |
| 89                               |                          |                   |
| Directeur sportif : Alberto Elli |                          |                   |

| Ecuador ECU                           | Ecuador ECU                  | Ecuador ECU |
| ------------------------------------- | ---------------------------- | ----------- |
| Num                                   | Coureur                      | Pos         |
| 91                                    | Byron Guamá (ECU)            | AB-3        |
| 92                                    | José Ragonessi (ECU) (Route) | AB-3        |
| 93                                    | Segundo Navarrete (ECU)      | 66e         |
| 94                                    | Henry Velasco (ECU)*         | AB-3        |
| 95                                    | Jaume Rovira (ESP)           | AB-4        |
| 96                                    | Jordi Simón (ESP)            | AB-8        |
| 97                                    | Albert Torres (ESP)          | 88e         |
| 98                                    | Higinio Fernández (ESP)      | 62e         |
| 99                                    | Daniel Dominguez (ESP)       | 25e         |
| Directeur sportif : Domènec Carbonell |                              |             |

| Join-S-De Rijke RIJ                  | Join-S-De Rijke RIJ       | Join-S-De Rijke RIJ |
| ------------------------------------ | ------------------------- | ------------------- |
| Num                                  | Coureur                   | Pos                 |
| 101                                  | Jetse Bol (NED)           | 92e                 |
| 102                                  | Coen Vermeltfoort (NED)   | 102e                |
| 103                                  | Wouter Mol (NED)          | 80e                 |
| 104                                  | Ronan van Zandbeek (NED)  | 27e                 |
| 105                                  | Taco van der Hoorn (NED)* | 106e                |
| 106                                  | Matthijs Eversdijk (NED)* | AB-7                |
| 107                                  | Daan Meijers (NED)        | 75e                 |
| 108                                  | Kobus Hereijgers (NED)    | DSQ-3               |
| 109                                  | Robbert de Greef (NED)    | 59e                 |
| Directeur sportif : Bennie Lambregts |                           |                     |

| Lokosphinx LOK                          | Lokosphinx LOK          | Lokosphinx LOK |
| --------------------------------------- | ----------------------- | -------------- |
| Num                                     | Coureur                 | Pos            |
| 111                                     | Evgeny Shalunov (RUS)*  | 30e            |
| 112                                     | Sergey Vdovin (RUS)*    | 56e            |
| 113                                     | Alexander Vdovin (RUS)* | 40e            |
| 114                                     | Pavel Karpenkov (RUS)*  | 63e            |
| 115                                     | Alexey Rybalkin (RUS)*  | 16e            |
| 116                                     | Vasily Neustroev (RUS)  | 37e            |
| 117                                     | Kirill Bochkov (RUS)*   | AB-3           |
| 118                                     |                         |                |
| 119                                     |                         |                |
| Directeur sportif : Alexander Kuznetsov |                         |                |

| Stuttgart SGT                      | Stuttgart SGT         | Stuttgart SGT |
| ---------------------------------- | --------------------- | ------------- |
| Num                                | Coureur               | Pos           |
| 121                                | Johannes Weber (GER)* | 52e           |
| 122                                | Julian Schulze (GER)* | 100e          |
| 123                                | Florian Nowak (GER)*  | 81e           |
| 124                                | Max Walsleben (GER)   | AB-3          |
| 125                                | Georg Loef (GER)*     | 105e          |
| 126                                | Arnold Fiek (GER)*    | AB-3          |
| 127                                | Till Drobisch (NAM)*  | 39e           |
| 128                                |                       |               |
| 129                                |                       |               |
| Directeur sportif : Luc Schuddinck |                       |               |

| Verandas Willems WIL                  | Verandas Willems WIL     | Verandas Willems WIL |
| ------------------------------------- | ------------------------ | -------------------- |
| Num                                   | Coureur                  | Pos                  |
| 131                                   | Gaëtan Bille (BEL)       | 24e                  |
| 132                                   | Dimitri Claeys (BEL)     | 73e                  |
| 133                                   | Sten Van Gucht (BEL)*    | 72e                  |
| 134                                   | Joeri Calleeuw (BEL)     | AB-10                |
| 135                                   | Kai Reus (NED)           | 78e                  |
| 136                                   | Christophe Prémont (BEL) | 47e                  |
| 137                                   | Stef Van Zummeren (BEL)  | 94e                  |
| 138                                   | Daan Myngheer (BEL)*     | AB-1                 |
| 139                                   | Jari Verstraeten (BEL)   | 103e                 |
| Directeur sportif : Gautier De Winter |                          |                      |

| Kuota-Lotto TKG                    | Kuota-Lotto TKG             | Kuota-Lotto TKG |
| ---------------------------------- | --------------------------- | --------------- |
| Num                                | Coureur                     | Pos             |
| 141                                | Marcel Meisen (GER)         | 87e             |
| 142                                | Max Walscheid (GER)*        | DSQ-3           |
| 143                                | Christopher Hatz (GER)      | 61e             |
| 144                                | Frederik Dombrowski (GER)*  | 38e             |
| 145                                | Tobias Knaup (GER)*         | 58e             |
| 146                                | Daniel Westmattelmann (GER) | 104e            |
| 147                                | Andreas Fliessgarten (GER)  | 99e             |
| 148                                | Dario Rapps (GER)*          | DSQ-3           |
| 149                                |                             |                 |
| Directeur sportif : Detlef Kurzweg |                             |                 |

| ISD Continental ISD                | ISD Continental ISD      | ISD Continental ISD |
| ---------------------------------- | ------------------------ | ------------------- |
| Num                                | Coureur                  | Pos                 |
| 151                                | Dmytro Krivtsov (UKR)    | DSQ-3               |
| 152                                | Anatoliy Pakhtusov (UKR) | 85e                 |
| 153                                | Rinat Udod (UKR)*        | AB-3                |
| 154                                | Maksym Vasyliev (UKR)    | AB-1                |
| 155                                | Volodymyr Dzhus (UKR)*   | AB-1                |
| 156                                | Anatoliy Budyak (UKR)*   | 28e                 |
| 157                                | Ilya Klepikov (UKR)*     | AB-3                |
| 158                                | Timur Maleev (UKR)*      | NP-7                |
| 159                                |                          |                     |
| Directeur sportif : Yevgen Novykov |                          |                     |